# Mount Denauro
Mount Denauro ist ein 2340 m hoher Berg im westantarktischen Marie-Byrd-Land. Im Königin-Maud-Gebirge ragt er 5 km südlich des Lee Peak auf der Westseite des Scott-Gletschers auf.
Der United States Geological Survey kartierte ihn anhand eigener Vermessungen und Luftaufnahmen der United States Navy aus den Jahren von 1960 bis 1964. Das New Zealand Antarctic Place-Names Committee benannte ihn 1967 nach Ralph Denauro, Flugzeugmechaniker der Flugstaffel VX-6 bei der Operation Deep Freeze des Jahres 1966.